# Полеви определител на птиците на Европа, Северна Африка и Близкия изток
Полеви определител на птиците на Европа, Северна Африка и Близкия изток е първото българско издание на най-успешния определител в Европа – Collins Bird Guide. Книгата, която е издадена от Българско дружество за защита на птиците, дава цялата информация, необходима за определяне на всички видове птици, по всяко време на годината, ареал, местообитание, обаждания и песни. Към описанието на всеки вид са представени карта на разпространение и илюстрации, показващи оперението на видовете в основните фази и състояния (мъжки, женски, полово незрели, в полет, кацнали, хранещи се и др.).
Всяка група от птици включва въведение, което обхваща основни въпроси, свързани с наблюдението или определянето им: как се организира наблюдение на птици в морето, как се различават хищните птици в полет, кои патици-хибриди могат да бъдат объркани с основните видове. Тези и много други въпроси при наблюдението на птиците намират своите отговори в книгата.
Комбинацията от кратките и точни текстове, актуалните карти за разпространението и превъзходните илюстрации, прави тази книга изключително полезен полеви определител, ценен за всяка библиотека и неизменен спътник в пътуванията на всеки природолюбител.